# 謝爾湖 (阿肯色州)
謝爾湖（英語：Shell Lake）是位於美國阿肯色州聖弗朗西斯縣的一個非建制地區。該地的面積和人口皆未知。

## 地理
謝爾湖的座標為35°07′45″N 90°29′20″W / 35.12917°N 90.48889°W，而該地的平均海拔高度為63米（即207英尺）。